# Cornus kousa
Cornus kousa (Cynoxylon kousa o també Benthamidia kousa) és una espècie d'arbre caducifoli que pertany al gènere Cornus i a la família Cornaceae. És nativa de l'est d'Àsia, principalment de Corea, la Xina i Japó.

## Varietats, híbrids i cultivars
Existeixen dues subespècies reconegudes:
- Cornus kousa subsp. kousa. Nativa del Japó i Corea.[5]
- Cornus kousa subsp. chinensis. Nativa de la Xina.[6] Aquesta varietat floreix, suposadament, més lliurement i produeix bràctees més llargues, amb les fulles, també, més llargues del que és habitual. Alguns autors qüestionen la validesa de l'espècie.[7]

La Universitat Rutgers va crear híbrids entre C. kousa i C. florida (Cornus × rutgersensis Mattera, T. Molnar, & Struwe) i entre C. kousa i C. florida (Cornus × elwinortonii Mattera, T. Molnar, & Struwe). Alguns d'aquests híbrids semblen presentar una bona resistència a malalties i una bona floració.

## Descripció
Es tracta d'un petit arbre caducifoli que arriba a tenir una alçada entre 8 i 12 metres. Com la majoria de cirerers silvestres, té les fulles oposades i simples, d'entre 4 i 10 centímetres de llarg. L'arbre és força cridaner quan es troba florit, malgrat que, el que a primera vista semblen flors de quatre pètals blancs són, en realitat, bràctees obertes sota el raïm de color groc-verdós. Les flors apareixen a la primavera. El fruit és globulós, una baia de rosa a vermella d'entre 2 i 3 centímetres de diàmetre que solen créixer a finals de temporada i són comestibles. A més a més com a arbre ornamental i com a font d'aliment pel que fa les baies, aquestes també es poden emprar per a fer vins o licors.
La planta és resistent a la malaltia de l'antracnosi del corneller, causada pel fong Discula destructiva, a diferència de C. florida, que és molt susceptible i comunament és eliminada pel fong; per aquesta raó, C. kousa se sol plantar com a arbre ornamental en les zones amb presència d'aquesta malaltia.

## Usos
La planta produeix baies comestibles. Malgrat que és comestible, la pell de les baies sol descartar-se per al consum, ja que té un gust amarg. Les llavors grosses, normalment no es mengen però es poden moldre per a fer melmelades i salses. Les fulles joves també es poden menjar, tot i que són menys populars que les baies.